# 阿尔蓬维尔
阿尔蓬维尔（法語：Harponville）是法国皮卡第大区索姆省的一个市镇，属于亚眠区阿舍昂纳米耶努瓦县。该市镇2009年时的人口为180人。

## 人口
阿尔蓬维尔人口变化图示
| 数据来源：INSEE |